# Saison 2000 de la Ligue canadienne de football
Chronologie
Saison précédente Saison suivante
2000 est la 43e saison de la Ligue canadienne de football et la 117e saison depuis la fondation de la Canadian Rugby Football Union en 1884.

## Événements
Le commissaire de la LCF, John Tory, quitte son poste le 31 octobre et est remplacé par Michael R. Lysko.
Une équipe qui perd un match en prolongation se voit maintenant attribuer un point au classement. Cette règle restera en vigueur jusqu'en 2002.

## Classements
| Clt   | Équipe                   | PJ | V  | D  | N | DP | BP  | BC  | Pts |
| ----- | ------------------------ | -- | -- | -- | - | -- | --- | --- | --- |
| +001, | Alouettes de Montréal    | 18 | 12 | 6  | 0 | 0  | 594 | 379 | 24  |
| +002, | Tiger-Cats de Hamilton   | 18 | 9  | 9  | 0 | 2  | 470 | 446 | 20  |
| +003, | Blue Bombers de Winnipeg | 18 | 7  | 10 | 1 | 1  | 539 | 596 | 16  |
| +004, | Argonauts de Toronto     | 18 | 7  | 10 | 1 | 0  | 390 | 562 | 15  |

| Clt   | Équipe                           | PJ | V  | D  | N | DP | BP  | BC  | Pts |
| ----- | -------------------------------- | -- | -- | -- | - | -- | --- | --- | --- |
| +001, | Stampeders de Calgary            | 18 | 12 | 5  | 1 | 0  | 604 | 495 | 25  |
| +002, | Eskimos d'Edmonton               | 18 | 10 | 8  | 0 | 1  | 527 | 520 | 21  |
| +003, | Lions de la Colombie-Britannique | 18 | 8  | 10 | 0 | 1  | 513 | 529 | 17  |
| +004, | Roughriders de la Saskatchewan   | 18 | 5  | 12 | 1 | 0  | 516 | 626 | 11  |

## Séries éliminatoires

### Demi-finale de la division Ouest
- 12 novembre : Lions de la Colombie-Britannique 34 - Eskimos d'Edmonton 32

### Finale de la division Ouest
- 19 novembre : Lions de la Colombie-Britannique 37 - Stampeders de Calgary 23

### Demi-finale de la division Est
- 12 novembre : Blue Bombers de Winnipeg 22 - Tiger-Cats de Hamilton 20

### Finale de la division Est
- 19 novembre : Blue Bombers de Winnipeg 24 - Alouettes de Montréal 35

### 88ecoupe Grey
- 26 novembre : Les Lions de la Colombie-Britannique gagnent 32-21 contre les Alouettes de Montréal au stade McMahon à Calgary (Alberta).

## Honneurs individuels
- Joueur par excellence : Dave Dickenson (QA), Stampeders de Calgary
- Joueur défensif par excellence : Joe Montford (en) (AD), Tiger-Cats de Hamilton
- Joueur de ligne offensive par excellence :  Pierre Vercheval (G), Alouettes de Montréal
- Joueur canadien par excellence : Sean Millington (en) (DO), Lions de la Colombie-Britannique
- Recrue par excellence : Albert Johnson (en) (SRB), Blue Bombers de Winnipeg
- Joueur des unités spéciales par excellence :  Albert Johnson (en) (SRB), Blue Bombers de Winnipeg